# Marcin Zaleski

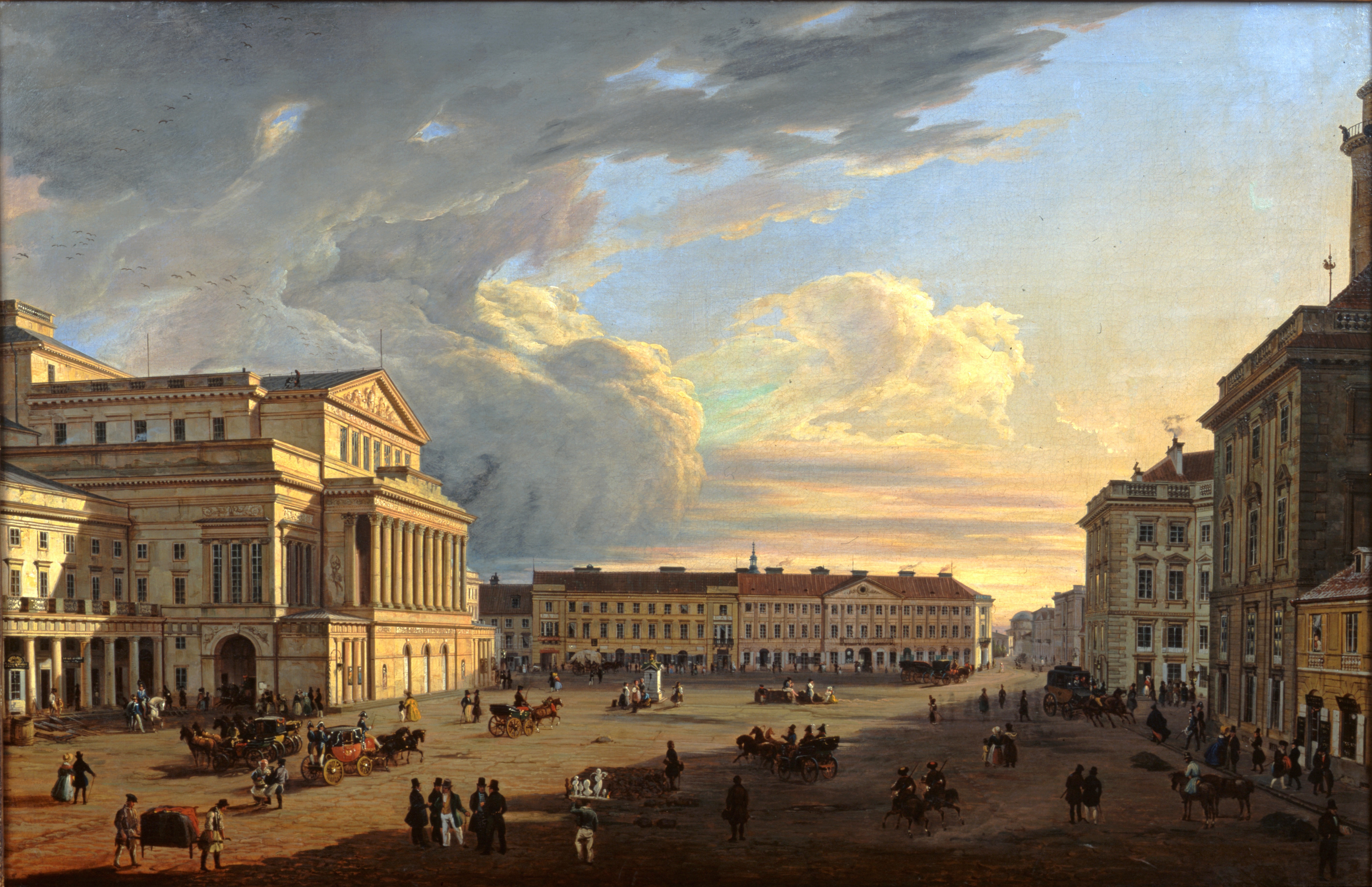
Plac Teatralny (1838)

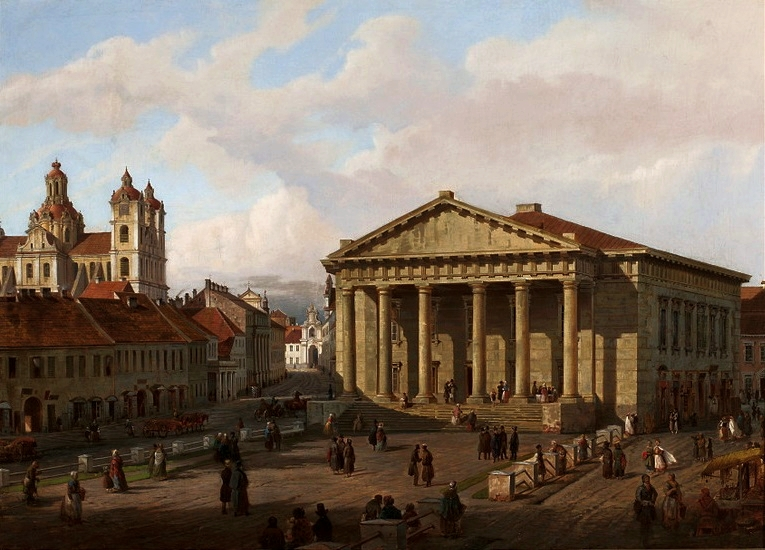
Ratusz w Wilnie (ok. 1864)

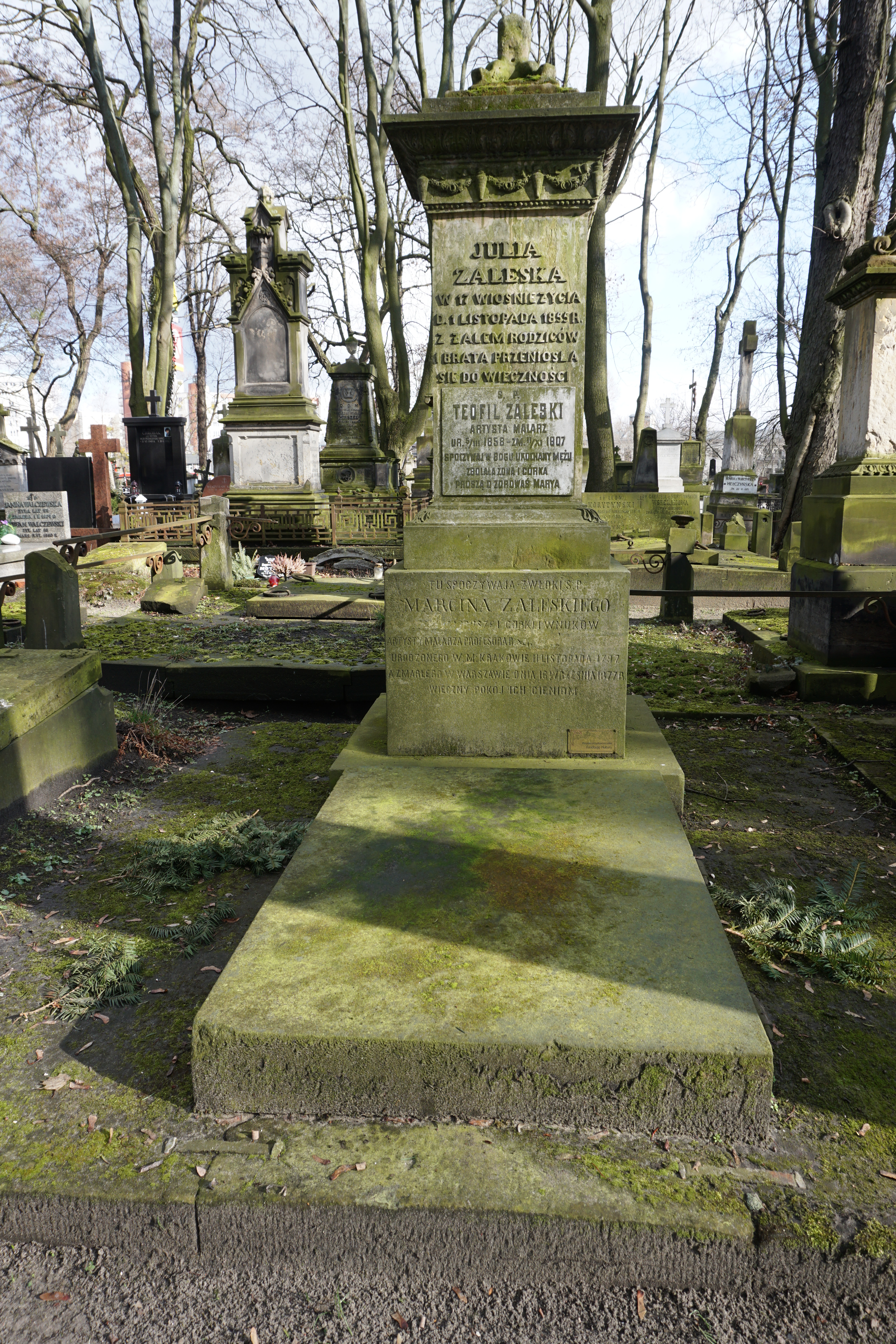
Grób artysty na Powązkach

Marcin Zaleski (ur. 1796 w Krakowie, zm. 16 września 1877 w Warszawie) – polski malarz, przedstawiciel neoklasycyzmu, najwybitniejszy polski wedutysta XIX wieku. Malował głównie widoki Warszawy, także Krakowa, Wilna i Kowna.

## Życiorys
Kształcił się w Krakowie, a następnie w Warszawie. W latach 1817–1822 pracował w Warszawie w Teatrze Narodowym jako dekorator, gdzie przyswoił sobie zasady perspektywy malarskiej. Równocześnie zajmował się malowaniem kopii obrazów.
Po raz pierwszy eksponował swe prace na wystawie warszawskiej w 1821. W 1828 otrzymał medal i stypendium, umożliwiające mu wyjazd i kształcenie zagranicą (w Niemczech, w Paryżu i Rzymie, gdzie ponownie zatrudnił się jako dekorator teatralny).
W 1830 osiadł na stałe w Warszawie; w latach czterdziestych odwiedzał Wilno. Poza pracą pedagogiczną zajmował się również malarstwem ściennym i konserwacją malarską. W 1846 został profesorem perspektywy wykreślnej w warszawskiej Szkole Sztuk Pięknych, zaś po jej zamknięciu (1864) wykładał w reaktywowanej Klasie Rysunkowej. Jedyną zachowaną podobizną artysty jest niewielki (48 x 38,5 cm) autoportret ze zbiorów Muzeum Narodowego w Warszawie.
Zmarł w wieku 80 lat i został pochowany na cmentarzu Powązkowskim w Warszawie (kwatera 158-6-26/27).

## Twórczość
Kompozycją swych wedut (włącznie ze starannym przedstawianiem architektury), a nawet ich fakturą, wzorował się najwidoczniej na malarstwie Canaletta, odmiennie jednak wykorzystywał światło, jako bardziej rozproszone i nadające swoisty romantyzm wnętrzom malowanym w późniejszym okresie twórczości. Był przede wszystkim twórcą widoków miejskich (sceneria i zabytki Warszawy, Krakowa i Wilna), często ożywionych sztafażem. Częstym tematem jego prac były widoki zamków i wnętrza kościołów (dla cara Mikołaja I zrealizował cykl przedstawień twierdz polskich). Namalował również 4 znane obrazy związane z walkami powstania listopadowego (z wyraźnym eksponowaniem architektury), a  także kilka portretów. Freskami ozdobił Kaplicę Literacką w warszawskiej katedrze św. Jana oraz wnętrza dominikańskiego kościoła św. Jacka. W 1848 prowadził prace konserwatorskie w kościele św. Anny.
Zaleski był również jednym z pierwszych warszawskich fotografów (dagerotypistów). Zdjęcia wykonywał już w pierwszej połowie 1840 roku (być może nawet w 1839). Nie zachowały się one i nie wiadomo, co dokładnie przedstawiały, lecz najprawdopodobniej były to widoki Warszawy. Nie wiadomo, gdzie artysta nauczył się wykonywania dagerotypów, ani czy posługiwał się nimi podczas malowania obrazów.
Jego widoki architektury prezentowano na wystawach malarstwa w latach 30. i 40. XIX wieku, jak również w ekspozycjach „Zachęty” od początku jej istnienia w latach sześćdziesiątych. Obrazy Zaleskiego (obok prac Canaletta) wykorzystywano później do zrekonstruowania warszawskich obiektów architektury historycznej, które ucierpiały podczas II wojny światowej.